# 집으로...
"집으로..."는 2002년 4월 5일에 개봉된 이정향 감독의 두 번째 장편영화이다. 본 작품은 외할머니의 사랑을 그린 작품이다.
주인공 할머니 역을 비롯해 대부분의 배역이 산골에 살고 있는 현지 주민들이었으며, 많은 제작진이 영화 경력이 짧은 상태였다. 촬영이 중단되는 등 제작에 어려움이 있었으나, 400만이 넘는 관객 동원으로 흥행에 성공하였으며, 대종상 영화제에서 최우수상 작품상, 각본상, 기획상, 여우 신인상(김을분)을 휩쓸었다.

## 줄거리
도시에 살던 상우는 그의 어머니의 손에 이끌려 산골에 홀로 사는 외할머니에 맡겨진다. 외할머니는 말도 못하며, 상우의 말도 알아듣지 못하지만, 아낌없는 사랑을 베푼다. 어린 상우는 처음에는 투정만 부리며 할머니를 괴롭히지만 차츰 받아들인다

## 출연진

### 주연
- 김을분 - 할머니 역
- 유승호 - 상우 역

### 조연
- 동효희 - 엄마 역
- 민경훈 - 철이 역
- 임은경 - 혜연 역
- 이춘희 - 자전거 할아버지 역
- 이동지월 - 장터 구멍가게 할머니 역
- 유성기 - 장터 버스 아저씨 역
- 윤재근 - 신발 가게 주인 역
- 고백환 - 길 가르쳐주는 노인 역
- 신영자 - 구멍가게 1 여주인 역
- 조규호 - 구멍가게 2 남주인 역
- 박경오 - 철물점 주인 역
- 안병무 - 버스 기사 역
- 한석우 - 초코파이 꼬마 역
- 김정애 - 중국집 여주인 역
- 윤화상 - 소 끄는 노인 역
- 남기준 - 리어카 노인 역

### 단역
- 조유숙 - 마을 주민들 역
- 최숙덕 - 마을 주민들 역
- 임차영 - 마을 주민들 역
- 박정택 - 마을 주민들 역
- 김연자 - 마을 주민들 역
- 김두천 - 마을 주민들 역
- 박순단 - 마을 주민들 역
- 윤금란 - 마을 주민들 역
- 우묘기 - 마을 주민들 역
- 이준백 - 마을 주민들 역
- 박갑례 - 마을 주민들 역
- 박현순 - 마을 주민들 역
- 박달분 - 마을 주민들 역
- 권준 - 마을 주민들 역
- 김영건 - 마을 주민들 역
- 고태수 - 마을 주민들 역
- 박순용 - 마을 주민들 역
- 나순애 - 마을 주민들 역
- 진옥예
- 강신순
- 육명자
- 오성임
- 박동근
- 엄사순
- 육순태
- 정능화
- 신봉수
- 이상길
- 오월희
- 장기식
- 남영규
- 김순희
- 박건용
- 박건아
- 라병구씨댁 소 - 미친 소 역
- 삼돌이 - 똥개 역
- 김영진

## 에피소드
영화 집으로...에서 유승호는 실제 상우와 많이 닮아있었다. 연기를 하기 싫다고 투정부리는 유승호를 유승호의 어머니가 달래서 연기를 시켰으며 김을분은 유승호에게 감자, 고구마, 옥수수 등의 간식거리를 아낌없이 제공하며 유승호에게 친손자와 다를 바 없이 대우했다. 집으로의 촬영이 끝나고 유승호가 집으로 되돌아갈 때 김을분은 촬영이 끝나고 나서도 한참이나 울음을 그치지 못했다고 한다. 유승호는 김을분 할머니께서 돌아가시기 전까지도 김을분과 서로 연락을 하며 지냈다고 한다.

## 수상
- 2002년 제6회 부천국제판타스틱영화제 메이드 인 코리아
- 2002년 제23회 청룡영화상 감독상, 최우수 작품상
- 2002년 제39회 대종상영화제 수상 기획상(황우현, 황재우), 시나리오상(이정향), 최우수작품상(튜브픽처스)
- 2002년 제10회 춘사영화제 수상 심사위원특별상(이정향)
- 2002년 제3회 부산영화평론가협회상 수상 심사위원특별상(이정향)
- 2002년 제3회 가치봄영화제 상영작
- 2002년 제12회 후쿠오카 국제 영화제 상영작
- 2003년 제39회 백상예술대상 수상 영화 대상(튜브픽처스)
- 2003년 제22회 홍콩금상장영화제 아시아영화상
- 2003년 제5회 우디네 극동영화제 한국영화
- 2009년 제7회 피렌체 한국영화제 상영작
- 2016년 제11회 런던한국영화제 특별상영
- 2016년 제22회 브졸국제아시아영화제 어린이 관객
- 2017년 제5회 서울구로국제어린이영화제 특별전